# Marcelo Boeck
Marcelo Boeck est un footballeur brésilien né le 28 novembre 1984 à Vera Cruz (RS) au Brésil.
Il joue actuellement en tant que gardien de but pour le Fortaleza EC.

## Biographie
Il commence sa carrière à l'Internacional Porto Alegre où il joue dans les catégories de jeunes avant d'intégrer l'équipe première. Il fait partie du groupe remportant la Copa Libertadores 2006, la Coupe du monde des clubs de la FIFA 2006 et la Recopa Sudamericana en 2007, ainsi que le Championnat Gaúcho à deux reprises.
Le 15 août 2007, Marcelo Boeck s'engage en faveur du Marítimo au Portugal pour 400 000 euros et signe un contrat de 5 ans. D'abord gardien remplaçant les premières saisons, il dispute la saison 2010-2011 en intégralité dans la peau d'un titulaire, disputant les 30 journées de championnat, ainsi qu'un match de coupe, et 4 rencontres européennes, découvrant ainsi la Ligue Europa. Auteur d'une belle saison, il attire les regards de clubs plus prestigieux.
Lors de l'été 2011, il rejoint le prestigieux Sporting CP pour être la doublure de Rui Patrício, pour un transfert estimé à 500.000€ et un nouveau contrat de 5 ans. Tout d'abord testé lors des rencontres amicales de pré-saison, Marcelo Boeck dispute son premier match officiel sous les couleurs du Sporting le 15 octobre 2011 en Coupe du Portugal contre Famalicão où il sort deux très belles parades montrant à son entraîneur qu'il pouvait compter sur lui. L'entraîneur d'alors, Domingos Paciência, lui permet aussi de disputer les trois derniers matchs de poules en Ligue Europa contre le FC Vaslui, le FC Zürich et la Lazio. Ce fut ensuite Ricardo Sá Pinto qui lui donna l'opportunité de disputer son premier match en championnat, contre Rio Ave (victoire 1-0) le 26 février 2012. Quelques semaines plus tard, sur la pelouse du Nacional Madeira (victoire 3 à 2 du Sporting), Marcelo Boeck est de nouveau titularisé en championnat, et sort un très gros match, pour beaucoup, l'homme du match.
Le 28 novembre 2016, plusieurs de ses coéquipiers du club de Chapecoense décèdent dans un accident d'avion en Colombie, alors qu'ils devaient disputer la finale de la Copa Sudamericana. Autorisé par le club à fêter son anniversaire, il ne prend pas part au vol.

## Carrière
- 2004-2007 : Internacional Porto Alegre  Brésil
- 2007-2011 : Marítimo  Portugal
- 2011- Sporting CP  Portugal[2]

| Saison      | Club        | Pays     | Championnat | Championnat | Championnat | Coupes nationales | Coupes nationales | Coupe d'Europe | Coupe d'Europe | Coupe d'Europe | Total  | Total |
| Saison      | Club        | Pays     | Division    | Matchs      | Buts        | Matchs            | Buts              | Type           | Matchs         | Buts           | Matchs | Buts  |
| ----------- | ----------- | -------- | ----------- | ----------- | ----------- | ----------------- | ----------------- | -------------- | -------------- | -------------- | ------ | ----- |
| 2011 - 2012 | Sporting CP | Portugal | Liga        | 2           | 0           | 4                 | 0                 | C3             | 3              | 0              | 9      | 0     |
| 2012 - 2013 | Sporting CP | Portugal | Liga        |             |             |                   |                   | C3             |                |                |        |       |

Dernière mise à jour le 25 juillet 2012.

## Palmarès

### Club
Internacional Porto Alegre
- Copa Libertadores
  - Vainqueur (1) : 2006

- Coupe du monde des clubs de la FIFA
  - Vainqueur (1) : 2006

- Recopa Sudamericana
  - Vainqueur (1) : 2007

- Championnat Gaúcho
  - Vainqueur (2) : 2004, 2005